# Џозефина Бол
Џозефина Бол (28. април 1898 – 1. август 1977, Беркли) била је амерички компаративни психолог, ендокринолог и клинички психолог.
Остаће запамћена као пионир у проучавању репродуктивног понашања и неуроендокринологије (у периоду од 1920-их до 1940-их). Касније је радила као клинички психолог у здравственом систему државе Њујорк, у болници Veteran's Administration Hospital in Perry Point, Мериленд (од краја 1940-их до 1967. године).

## Каријера
Након дипломирања, Џозефина се преселила у Балтимор, Мериленд, и прихватила дужност асистента психобиолога на Психијатријској клиници Хенри Фипс у Универзитетској болници Џон Хопкинс. Скоро одмах почела је сарадњу са Карлом Готфридом Хартманом, директором Карнеги института у Вашингтону. Касније се придружила Одељењу за ембриологију на Институту, где је првенствено била ангажована у раду са Хартманом, стручњаком за физиологију и ембриологију јајника, а касније и са његовим наследником Џорџом Конаном, са којим је открила хормон прогестерон.
И Хартман и Корнер су подржавали Џозефинине експерименте о понашања, који су укључивали истраживања:
- сексуалне ексцитабилности код Резус макаки мајмуна током менструалног циклуса (1935),[5]
- сексуалну рецептивност код мајмуна са оваријектомијом након убризгавања естрогена (1936),[5]
- инхибиције сексуалне рецептивности убризгавањем прогестерона (1939),[6]
- документовање случајева имитативног учења код мајмуна (1938).[7]

Током 1930-их и раних 1940-их Џозефина је објавила низ фундаменталних студија истражујући сексуално понашање мужјака и женки пацова, са посебним нагласком на улогу хормона и других аспеката физиологије у понашању.
Џозефинине је напустила Балтимор 1941. године и 1940-их и 1950-их обаваљала је следећи низ активности на краткорочним функцијама:
- Од 1942–1943. године, била је научни сарадник на Колеџу за кућну економију Универзитета Корнел.

- Од 1943-1945. године била је доцента на одсеку за психологију на Васар колеџу.

- Од 1945-1947. године, била је асистенткиња на Хартфорд Јуниор колеџу у Конектикату и клинички психолог на Институту за живот Универзитета Конектикат, што је означило почетак Џозефинине каријере у области клиничке психологије.

- Године 1948. радила је као клинички психолог за здравствени систем државе Њујорк.

- Од 1948-1950, радила је као виши психолог у Државној болници Рокланд.

- Од 1950-1955, служила је као теренски супервизор у Програму обуке за психолошке приправнике у држави Њујорк.

- Од 1954-1955. године била помоћник директора психолошких служби Државног одељења за менталну хигијену Њујорка.
- Од 1951-1952. године радила је као секретар Психолошког удружења државе Њујорк.

Године 1955. године  вратила се у Мериленд и као истраживач-психолог била је повезан са тада контроверзним истраживачким пројектом лоботомије у болници за ветеране у Пери Поинту, Мериленд. Године 1959. напустила је истраживање лоботомије како би радила као клинички психолог у Управној болници за ветеране, са фокусом на геронтологију. На овој функцији је остала је до пензионисања 1967. године. 
Борећи се да пронађе стална средства за своје истраживање Џозефина је 1940-их, радила и као клинички психолог све до пензионисања 1967. године. 
Преминула је 1. август 1977. године Берклију.

## Дело
Џозефина Бол се бавила истраживањем улоге стероидних хормона у репродуктивном понашању и истовремено истраживањима у области бихејвиоралне неуроендокринологије. Џозефинин први објављени рад из 1926. године описује резултате њених најранијих истраживања улоге стероидних хормона у учењу. Њене детаљне студије о хормонима и репродуктивном понашању код пацова и макакији мајмуна дале су темељни допринос овој области ендокринологије.
Значајно је да се њен рад раних 1930-их дотакао организационе и активационе улоге стероидних хормона, о којој је претходио, више од две деценије, водио Јунг на ову тему. 
У болници за ветеране у Пери Поинту, Мериленд Џозефина је учествовала у истраживању на већегм броју лоботомија спроведених између 1947. и 1950. године. Ова процедура је пала у немилост истраживача, пошто су лекови за смирење постали доступни средином 1950-их. Џозефина је у овим истраживањима пратила последице лоботомије. Резултате истраживања објавила је у великој студији чији је она била главни аутор, 1959. године, под називом The Veterans Administration study of prefrontal lobotomy.